# Lista de presidentes do Sporting Clube Farense
Estes foram os presidentes do Sporting Clube Farense desde a sua fundação até ao presente.
| Nº | Nome                                     | Foto | De        | A         | Notas                           |
| -- | ---------------------------------------- | ---- | --------- | --------- | ------------------------------- |
| 1  | Francisco Dâmaso Tavares Bello           |      | 1912      | 1917      |                                 |
| 2  | António Guerreiro da Silva Gago          |      | 1917      | 17-5-1922 |                                 |
| 3  | Manoel Garcia Cárabe                     |      | 17-5-1922 | 16-7-1925 | - Campeão do Algarve            |
| 4  | Dr. Cândido Emílio de Sousa              |      | 16-7-1925 | 06-8-1928 |                                 |
| 5  | João Machado Vaz Velho                   |      | 06-8-1928 | 1929      |                                 |
| 6  | Guilherme Nogueira                       |      | 1929      | 25-7-1930 |                                 |
| 7  | Dr. Francisco Prudêncio Jr.              |      | 25-7-1930 | 16-8-1932 |                                 |
| 8  | Francisco Viegas Louro Jr.               |      | 16-8-1932 | 25-7-1938 |                                 |
| 9  | Álvaro Trigo e Silva                     |      | 25-7-1938 | 10-9-1940 |                                 |
| 10 | Dr. Hortêncio Lopes                      |      | 1943      |           |                                 |
| 11 | Prof. Alberto Uva                        |      | 1944      |           |                                 |
| 12 | António Gomes Firmino                    |      | 05-1946   |           |                                 |
| 13 | Maj. José António Guerreiro Rebeca       |      | 08-1946   |           | - Como Clube Desportivo de Faro |
| 14 | Artur José Águedo Neto                   |      | 1947      |           |                                 |
| 15 | Cap. Mário Lopo do Carmo                 |      | 22-3-1949 |           |                                 |
| 16 | Eng.º Alberto Pessanha Viegas            |      | 1952      |           |                                 |
| 17 | Aníbal da Cruz Guerreiro                 |      | 1953      | 1954      |                                 |
| 18 | Dr. Armando José Rocheta Cassiano        |      | 1955      |           |                                 |
| 19 | Dr. Francisco Prudêncio Jr.              |      | 20-2-1956 | 04-2-1957 |                                 |
| 20 | António Teixeira Marques                 |      | 04-2-1957 | 13-2-1958 |                                 |
| 21 | Dr. Júlio Sancho                         |      | 13-2-1958 | 15-6-1961 |                                 |
| 22 | João Luís Olias Maldonaldo               |      | 15-6-1961 | 1962      |                                 |
| —  | Dr. Armando José Rocheta Cassiano        |      | 1962      | 1964      |                                 |
| 23 | Eng.º Henrique Manuel Rocheta Cassiano   |      | 1964      | 1966      |                                 |
| 24 | Dr. Francisco Uva Sancho                 |      | 1966      | 15-7-1968 |                                 |
| 25 | Eng.º Osvaldo Baptista Bagarrão          |      | 15-7-1968 | 14-5-1969 |                                 |
| 26 | João Pinto Dias Pires                    |      | 14-5-1969 | 29-5-1972 |                                 |
| 27 | Dr. Fernando Luís Brazão Gonçalves       |      | 29-5-1972 | 30-7-1973 |                                 |
| 28 | Dr. Carlos Athaíde Ferreira              |      | 30-7-1973 | 29-7-1974 |                                 |
| 29 | Augusto Mendes de Oliveira Estudante     |      | 29-7-1974 | 29-7-1975 |                                 |
| 30 | José António Dias Rodrigues              |      | 29-7-1975 | 07-7-1976 |                                 |
| 31 | Rodolfo Florindo de Oliveira             |      | 07-7-1976 | 26-4-1977 |                                 |
| 32 | Marcelo Amaral                           |      | 26-4-1977 | 28-4-1978 |                                 |
| 33 | Abílio Marques                           |      | 1978?     |           |                                 |
| 34 | Vítor Silva                              |      | 1978      | 1979      |                                 |
| 35 | Engº Adelino Rosa Alentejano             |      | 18-5-1979 | 28-4-1980 |                                 |
| 36 | Valter Manuel Glória da Silva            |      | 28-4-1980 | 25-5-1981 |                                 |
| 37 | Fernando António Bucho Laranjeira Barata |      | 25-5-1981 | 1989      |                                 |
| 38 | António Boronha                          |      | 1989      | 1992      |                                 |
| 39 | Dr. António Gomes Ferreira               |      | 1992      | 1994      |                                 |
| 40 | Rui Manuel da Silva Fernandes            |      | 1994      | 1996      |                                 |
| —  | António Boronha                          |      | 1996      | 1998      |                                 |
| 41 | João Pedro Carvalho                      |      | 9-1999    | 06-6-2003 |                                 |
| —  | Dr. António Gomes Ferreira               |      | 06-6-2003 | 07-7-2009 |                                 |
| 42 | António Conceição Marques Barão          |      | 07-7-2009 | 23-6-2016 |                                 |
| 43 | António Manuel de Jesus Correia          |      | 05-7-2016 | 27-7-2018 |                                 |
| 44 | Dr. João Carlos Barão Rodrigues          |      | 27-7-2018 |           |                                 |

Fonte: História do Sporting Clube Farense, 1982

Fonte: Livro do Centenário do Sporting Clube Farense, 2010